# Injure raciste en droit canadien
Pour un article plus général, voir Injure raciste.
En droit canadien, l'injure raciste peut avoir des conséquences civiles ou pénales lorsque tous les critères de la loi sont remplis. 

## Droit pénal
Au Canada, l'incitation au génocide ou à la haine contre des « groupes identifiables » est une infraction criminelle en vertu de l'art. 319 du le Code criminel, avec emprisonnement de deux à quatorze ans. Un groupe identifiable est défini comme « tout membre du public qui se distingue par sa couleur, sa race, sa religion, son origine ethnique ou son orientation sexuelle ».
Cela dit, le droit pénal canadien ne reconnaît pas d'infraction distincte d'injure, par rapport à l'infraction d'incitation à la haine. Le ministère public doit d'ailleurs prouver l'actus reus et la mens rea du discours de haine hors de tout doute raisonnable.
L'inexistence dans le Code criminel d'une infraction d'injure raciste distincte de l'infraction d'incitation à la haine bloque théoriquement l'extradition vers des pays où l'injure raciste est une infraction en soi. En revanche, l'extradition est possible lorsque les propos correspondent à de l'incitation à la haine.

## Droit civil québécois
En droit québécois, le droit pénal ne tient pas le civil en l'état. Par conséquent, un tribunal civil n'est pas automatiquement lié par les conclusions d'un tribunal pénal.

### Sous le régime général de la responsabilité civile
Une injure raciste prononcée en privé entre deux personnes n'est pas identique à la diffamation dans la mesure où les tiers ne sont pas présents. Lorsque les éléments faute, préjudice et lien de causalité sont prouvés, devant les tribunaux de droit commun, cela met en jeu la responsabilité extracontractuelle de l'article 1457 C.c.Q.. Il s'agit de la même disposition que celle utilisée dans les affaires de diffamation.

### En tant que diffamation collective
L'arrêt Bou Malhab c. Diffusion Métromédia CMR inc est une décision civile importante de  la Cour suprême du Canada concernant la diffamation collective d'individus liée au groupe ethnique de ceux-ci. La Cour suprême a rejeté la poursuite au motif que les propos de M. André Arthur concernant les chauffeurs de taxi arabes et haïtiens de Montréal se sont dilués dans la foule en raison de la taille du groupe visé. Par conséquent, plus un groupe diffamé est large, moins une poursuite en diffamation a des chances de réussir en raison de l'effet de dilution des propos.

### En tant que propos discriminatoires
Au motif que la discrimination n'est pas la même chose que la diffamation, le Tribunal des droits de la personne a déjà condamné des individus pour avoir tenu des propos discriminatoires à connotation raciste. Toutefois, dans l'arrêt Ward c. Québec (Commission des droits de la personne et des droits de la jeunesse) , la Cour suprême critique le courant jurisprudentiel qui condamnerait des individus pour le seul contenu des propos discriminatoires sans que le critère de l'effet de la discrimination n'ait été bien établi. L'effet discriminatoire, c'est la violation concurrente d'un droit qu'une personne tente d'exercer. L'arrêt Saskatchewan (Human Rights Commission) c. Whatcott constitue un contre-exemple d'une situation où une poursuite pour propos discriminatoires a réussi.

## Droit des provinces de common law
Il n'existe pas de délit civil d'injure raciste dans les règles de common law; seule la diffamation est reconnue. En l'absence de délit civil, la responsabilité délictuelle de common law n'est pas déclenchée. Par contre, un tribunal civil de common law a théoriquement le pouvoir de reconnaître de nouveaux délits civils; à titre d'exemple, le délit civil d'atteinte à la vie privée a été reconnu dans l'arrêt Jones c. Tsige de 2012,. Les victimes d'injures racistes ont donc plutôt tendance à se plaindre de propos discriminatoires devant les tribunaux administratifs constitués en vertu des lois sur les droits de la personne, d'après les règles énoncées dans la décision Whatcott.